# Tate-šina
Tate-šina nebo Tatešina je skupina několika stratovulkánů a lávových dómů, nacházejících se na severním konci masivu Jacuga-take v prefektuře Nagano. Komplex je tvořen převážně bazalty a dacity, jeho stáří se odhaduje na holocén. Bližší informace o erupční činnosti nejsou známy.